# Diplostephium rupestre
Diplostephium rupestre là một loài thực vật có hoa trong họ Cúc. Loài này được (Kunth) Wedd. mô tả khoa học đầu tiên.